# Hollywood Citizenship Award
L'Hollywood Citizenship Award è stato assegnato dal HFPA (Hollywood Foreign Press Association) dal 1956 al 1957.
L'elenco mostra i vincitori di ogni anno.

## Albo d'oro
- 1956: Esther Williams
- 1957: Ronald Reagan